# Gymnosporia chevalieri
Gymnosporia chevalieri är en benvedsväxtart som beskrevs av Marie Laure Tardieu. Gymnosporia chevalieri ingår i släktet Gymnosporia och familjen Celastraceae. Inga underarter finns listade.